# カンタータ・プロファーナ
《カンタータ・プロファーナ》（イタリア語: Cantata Profana）Sz. 94は、1930年にベーラ・バルトークがテノール独唱とバリトン独唱、混声合唱と管弦楽のために作曲した楽曲。1934年5月25日にトレファー・ジョーンズ、フランク・フィリップスの独唱、エイルマー・ビュスト指揮BBC交響楽団によって初演され、BBCによってラジオ放送が行われた。

## 概要
「カンタータ・プロファーナ」という作品名は、イタリア語で「世俗カンタータ」という楽種そのものを指しており、それとは別個に、『9匹の不思議な牡鹿（ハンガリー語: A kilenc csodaszarvas）』という題名が添えられている。バルトーク自身が作成したマジャル語の歌詞は、ルーマニアのクリスマス・キャロルというべき「コリンダ」に基づいている。ただし、内容はキリスト教信仰とはまるで関係がなく、異教的な要素すら散見される（「世俗カンタータ」という題名も、「教会カンタータではない」という言外の含みをもっている）。筋書きは以下の通りである。
猟師の父親は9人の息子に狩りを仕込む。ある日、息子たちは魔法にかかった橋を通って森を奥深く行くと、みな鹿に変身していた。そこに父親が現れて、息子たちに弓矢を向けるが、真相を知らされると、息子たちに帰って来るよう哀願する。しかし鹿たちの返事は、角が邪魔して扉を通り抜けることができないから、このまま森で新しい暮らしを送ることにする、というものだった。
音楽評論家のポール・グリフィスは、バルトークがこの筋書きに惹かれたのは、物語が「文明化とは対極にある自然状態と、威厳と廉直さを持って調和すること。すなわち、暗黙のうちに農民を都会人より高く持ち上げること」を示しているからだと確信している。一方で、バルトークの高弟であった指揮者のゲオルク・ショルティは、民族性や政治情勢のために祖国を捨てることを余儀なくされた自分自身を、帰宅することができなくなった息子たちに重ね合わせて論じている（奇しくもショルティの最後の録音が《カンタータ・プロファーナ》であった）。
当初バルトークは、カルパチアやトランシルバニアの多民族の友愛を象徴する作品を構想し、ハンガリーやチェコスロバキアの伝承に基づく楽章を加えて、三部作に仕上げることを計画したとされるが、いかなる事情によるものか、結局その案は実現しなかった。
《カンタータ・プロファーナ》は、世俗的な題材によってはいるものの、独唱者同士の対話や、作品の進行役を担う合唱の扱い、全般的に多声的なテクスチュアなど、作曲様式においてはヨハン・ゼバスティアン・バッハの受難曲からの影響が見出される。技巧的な要求が非常に高いため、滅多に上演されないが、新ロマン主義的といっても差し支えないほどの深い抒情性と、旋律や調性感（旋法性）の明確化、簡潔ながらも凝縮された内容、劇的な表現と展開によって、非常に感動的な作品に仕上げられているとともに、晩年のバルトークの作風の転換点を告げる作品ともなっている。

## 楽曲構成
次の3つの部分から構成されるが、いずれの部分も途切れることなく前後の部分とつながっている。
1. Volt egy őreg apó [Molto moderato] 　（「あるところに年老いた父親がおりました」 モルト・モデラート）
2. Hej, de az ő édes apjok [Andante] 　（「ああ、彼らの愛する父は」 アンダンテ）
3. Volt egy őreg apó [Moderato] 　（「あるところに年老いた父親がおりました」 モデラート）

## 演奏時間
約18分（各楽章約7分、8分、3分）

## 楽器配置
テノール独唱、バリトン独唱、2つの混声四部合唱、フルート3（うち第2はピッコロ持ち替え）、オーボエ3、クラリネット3（うち第2はバスクラリネット持ち替え）、ファゴット3（うち第2はコントラファゴット持ち替え）、ホルン4、トランペット2、トロンボーン3、チューバ、ティンパニ、スネアドラム、バスドラム、シンバル、タムタム、ハープ、弦五部

## 註記
1. ↑  Griffiths p.140